# فستوكة رمادية
الفستوكة الرمادية نوع نباتي يتبع جنس الفستوكة من الفصيلة النجيلية.

## الوصف النباتي
النبات عشبي.